# Richard J. Hughes
Richard Joseph Hughes (10. august 1909 – 7. december 1992) var en amerikansk politiker for det demokratiske parti. Han fungerede som den 45. guvernør i delstaten New Jersey i perioden 1962-1970 og som højesteretspræsident i New Jersey Supreme Court fra 1973 til 1979. Han er den hidtil eneste person, der både har været guvernør og højesteretspræsident i New Jersey.